# トゲウオ科
トゲウオ科（トゲウオか、英: sticklebacks、学名：Gasterosteidae）は、トゲウオ目に所属する魚類の分類群の一つ。独特な巣作りや求愛および子育てなど、よく発達した繁殖行動を示すことで知られ、動物行動学の研究対象として利用される一群である。イトヨ・トミヨなど少なくとも5属18種が認められているが、1つの「種」の中に多様な生態および形態学的特徴を示す個体群が存在し、実際にはさらに多くの種が含まれることが確実視されている。

## 形態

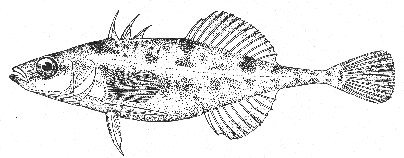
アペルテス属の1種。独立して存在する背鰭棘条は本科魚類の大きな特徴で、その本数は分類形質として利用される

トゲウオ科の仲間は細長い体をもつもの、体高の高いものなど様々な体型をもつ。通常は体長10cm未満の小型魚類で、最大で全長18cmほどに成長する。体側には硬い鱗板が並び、一般に淡水性の種は海水・汽水性のものよりも鱗板の数が少ない。
背鰭の棘条はよく発達し、3-16本が独立して並ぶ。腹鰭は1棘1-2軟条だが、一部の地域個体群では腹鰭の骨格を失っていることが知られている。背鰭軟条は6-14本、尾鰭の鰭条は通常12本。後擬鎖骨を欠き、眼窩周囲の骨は後部で欠損する。鰓条骨は3本、椎骨は28-42個。
イトヨ種群は生態だけでなく形態の多様性も高いことが知られている。多くが3本の背鰭棘条をもつ一方で、2あるいは4本の個体も存在する。

## 生態
トゲウオ科魚類は一般的に流れの緩やかな河川や湖沼、あるいは沿岸の浅い海で暮らし、水底付近を遊泳して生活する底生魚である。強靭な背鰭棘条を備えているものの、大型の魚類や鳥類にしばしば捕食され、それぞれの生態系における食物連鎖の中で重要な存在となっている。

### 繁殖行動
トゲウオ類はすべての種が、雄による巣作りと卵塊の保護を行う。海産種は海藻を、淡水産種は水草または水底を利用した巣を形成する。本科魚類は進化学・遺伝学・動物行動学・生理学の研究対象として古くから利用され、多くの業績が導かれている。オランダの動物行動学者であるニコ・ティンバーゲンは、イトヨの本能行動を詳細に解析した研究により、1973年のノーベル生理学・医学賞を受賞している。
| 1879年に描かれた、イトヨによる繁殖行動の図。水底に作られた巣で産卵する雌の姿。雌の直上で縄張りを守る雄は、鮮やかな婚姻色を呈している |  | ウミトゲウオ。海藻の根元に作られた巣。本種の繁殖行動はイトヨと比べやや単純で、トゲウオ亜目内での進化を反映するものと考えられている |
| 1879年に描かれた、イトヨによる繁殖行動の図。水底に作られた巣で産卵する雌の姿。雌の直上で縄張りを守る雄は、鮮やかな婚姻色を呈している |  | ウミトゲウオ。海藻の根元に作られた巣。本種の繁殖行動はイトヨと比べやや単純で、トゲウオ亜目内での進化を反映するものと考えられている |

トゲウオ類、特にイトヨ属の雄が示す繁殖行動の特徴として、鮮やかな婚姻色、分泌物を利用した巣作り、求愛のダンス、および卵の世話が挙げられる。繁殖期を迎えた雄の腹部は赤色を呈し、水底に縄張りを形成するようになる。腎臓から分泌される特殊な粘液状の物質（グル―）を使って巣作りをし、ジグザグに泳ぐ独特なダンスによって雌を呼び込む。背鰭の棘条で突き上げる仕草（ブリッキング）によって巣に誘導された雌は、数十秒かけて産卵した後ただちに雄から追い立てられ、子育てに参加することはない。
こうして何匹かの雌に卵を産ませると、雄は巣をグル―によってさらに固め、卵塊を保護する。雄は鰭を使って卵に新鮮な水流を送り（ファニング）、胚発生が進むにつれて徐々に巣を壊し、充分な酸素が供給されるようにする。孵化した仔魚はしばらく巣にとどまり、離れた仔魚を雄が口に入れて連れ戻す姿が観察される。
本科の中で最も原始的な群とされるウミトゲウオでは、繁殖行動はやや単純化されている。海産の本種は藻場に縄張りをもち、海藻の根元に鳥の巣に似た巣を形成する。雄は求愛のダンスはせず、巣に近づくものは雌雄を問わず攻撃する。産卵の意思をもつ雌は攻撃にひるまず、これを確認した雄は吻を巣に突っ込んだり、雌の尾柄をかんだりして巣に誘導する。産卵と受精が済むと、イトヨと同じように雌は雄の攻撃によってすぐに巣から追い払われる。これを何度か繰り返した後、雄はファニングで新鮮な水を卵塊に送り、胚の成長につれてその頻度が増加する。
ウミトゲウオの雄は他の巣に産み付けられた卵を奪い、元親に代わって育てるという特異な習性も知られている。この習性の意義はよくわかっていないが、繁殖経験を有する（強い）雄であることを雌にアピールしている可能性が指摘されている。

### 亜目内における繁殖行動の進化
同じトゲウオ亜目に所属する近縁のシワイカナゴ科・クダヤガラ科にも、類似の行動が知られているが、トゲウオ科の繁殖行動はより複雑に特化している。トゲウオ亜目の中で最も原始的なグループとして位置付けられるシワイカナゴ科では、卵は海藻にそのまま産み付けられ、むき出しのままである。雄は卵をつついて固める動作をするが、その後は特に保護することもなく、巣から離れてしまう。クダヤガラ科のチューブスナウトでは海藻を束ねた簡素な巣を作るようになるが、やはり孵化まで卵を見守ることはない。
これがトゲウオ科になると、前述の通りスピナキア属は束ねた海藻にグル―を用いて巣材を付着させ、新鮮な水流を送るといった保護行動が伴うようになる。さらに派生的な群であるトミヨ属・アペルテス属やクレア属では海藻（水草）を束ねることはせず、より多くの巣材を付着させることによって卵塊を露出させないようにする。イトヨ属は水草を使わずに水底に巣を作り、卵の保護と子育ての様式がさらに発達している。
卵塊の隠蔽とファニングの必要性はトレードオフの関係にあり、卵を隠せば被捕食率は下がるが、新鮮な水を供給し続けなければならなくなる。形態だけでなく、このような行動様式の進化にも着目することが、トゲウオ亜目内の分類体系確立に寄与するものと考えられる。

## 分布

### 世界
トゲウオ科の魚類は北半球の淡水・汽水域、および沿岸海域にかけて幅広く分布する 。本科に記載される5属のうち、スピナキア属（ウミトゲウオ Spinachia spinachia のみ）は海産で、北欧の大西洋岸に生息する。イトヨ属の1種（Gasterosteus wheatlandi）およびアペルテス属（Apeltes quadracus のみ）も通常は海水魚で、北アメリカ北東部の大西洋岸に産する。
イトヨ種群（G. aculeatus complex）には海性・淡水性・遡河回遊性など、多様な生態をもつ個体群が含まれる。北アメリカの太平洋・大西洋岸、日本を含めたユーラシア大陸および北極海の一部に至る広大な範囲に分布し、特に標高100m未満の低地に多い。カナダ・ブリティッシュコロンビア州のハイダ・グワイ（クイーンシャーロット諸島）には、体長20cm（通常は8cm未満）に達する大型個体群が存在し、同所的種分化の例として知られている。
トミヨ種群（Pungitius pungitius complex）は主に淡水性、ごくまれに回遊性で、北アメリカ・ユーラシア大陸の標高600mまでの河川・湖沼に分布する。トミヨ属に所属する2種、P. platygaster と P. hellenicus はそれぞれ黒海からアラル海、およびギリシャに産する。
クレア属（カワトゲウオ Culaea inconstans のみ）は北アメリカに生息する淡水魚である。このほかに中新世の化石種として、イトヨ属の仲間がシベリア東部とカリフォルニア州から知られている。

### 日本

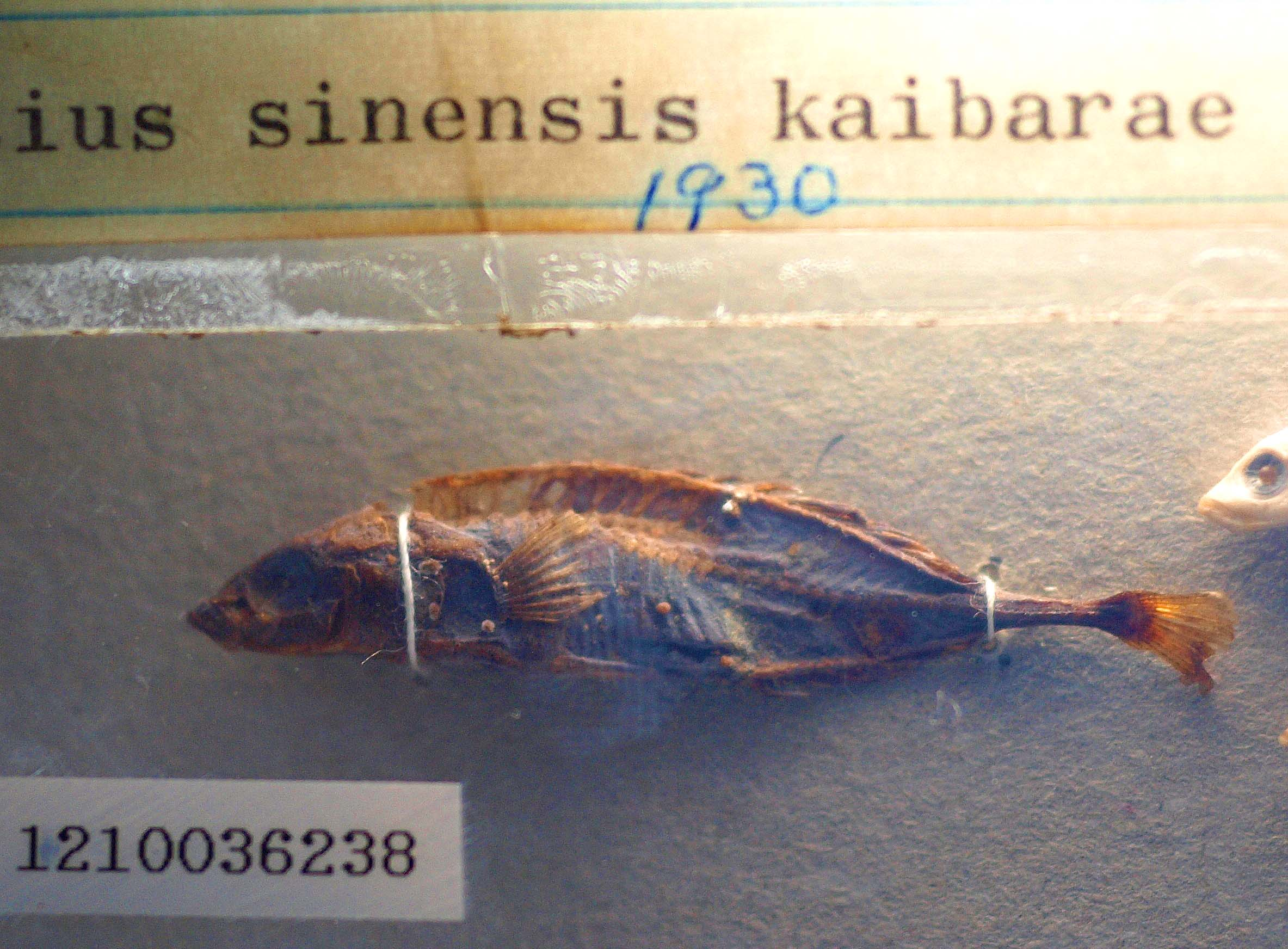
ミナミトミヨ Pungitius kaibarae （トミヨ属）。兵庫県などに分布する日本の固有種（もしくは固有亜種）であったが、すでに絶滅したと考えられている

日本ではイトヨ属がイトヨ、ニホンイトヨとハリヨ、トミヨ属ではエゾトミヨ、トミヨ属淡水型、トミヨ属雄物型、トミヨ属汽水型、ムサシトミヨ、ミナミトミヨが報告されている。このうちムサシトミヨ（Pungitius sp.）は、現在では埼玉県の一部（熊谷市）にしか生息しない日本の固有種である。また、関西地方に分布していたミナミトミヨ（P. kaibarae もしくは P. sinensis kaibarae）はすでに絶滅したとみられている。
日本のイトヨ（Gasterosteus aculeatus）には生活史多型が存在し、生涯を淡水域で送る淡水（陸封）性の個体は北海道（阿寒湖など）と本州（福島県・栃木県・福井県など）の内陸部に、海で成長して産卵期に河川に遡上する遡河回遊性の個体が北海道の太平洋側に分布する。また、ニホンイトヨ（G. nipponicus）は遡河回遊性の生活史を持ち、北海道から九州以北の日本海沿岸部、千葉県銚子付近までの太平洋沿岸部に生息する。ハリヨは滋賀県ならびに岐阜県に分布し、後者の生息地はトゲウオ科魚類の南限の一つとみなされている。
トミヨ属では、エゾトミヨが北海道、トミヨ属淡水型は太平洋側では岩手県以北、日本海側では福井県以北の本州および北海道に分布する。トミヨ属雄物型は秋田県雄物川水系と山形県のみに、トミヨ属汽水型は北海道東部に生息する。トミヨ属淡水型、雄物型、汽水型はそれぞれが独立した分類群である可能性が指摘されているが、適用すべき学名も和名も持たない。

## 分類
トゲウオ科にはNelson（2016）の体系において、ある程度確実な数として5属18種が認められている。実際にははるかに種多様性に富むグループと考えられており、イトヨ種群とトミヨ種群には多くの種（および亜種）が含まれるとみられている。本稿では、FishBaseに記載される5属20種についてリストする。
- イトヨ属 Gasterosteus
  - イトヨ Gasterosteus aculeatus aculeatus - Three-spined Stickleback
  - Gasterosteus microcephalus
  - Gasterosteus crenobiontus
  - Gasterosteus gymnurus
  - Gasterosteus islandicus
  - Gasterosteus wheatlandi
  - ニホンイトヨ Gasterosteus nipponicus
- トミヨ属 Pungitius
  - イバラトミヨ Pungitius pungitius - Ninespine stickleback
  - Pungitius laevis
  - Pungitius platygaster
  - Pungitius sinensis
  - Pungitius stenurus
  - Pungitius bussei
  - エゾトミヨ Pungitius tymensis
  - Pungitius hellenicus
  - カクレトミヨ Pungitius modestus
  - Pungitius polyakovi
- アペルテス属 Apeltes
  - Apeltes quadracus
- クラエア属 Culaea
  - Culaea inconstans カワトゲウオ
- スピナチア属 Spinachia
  - Spinachia spinachia ウミトゲウオ

## 参考画像

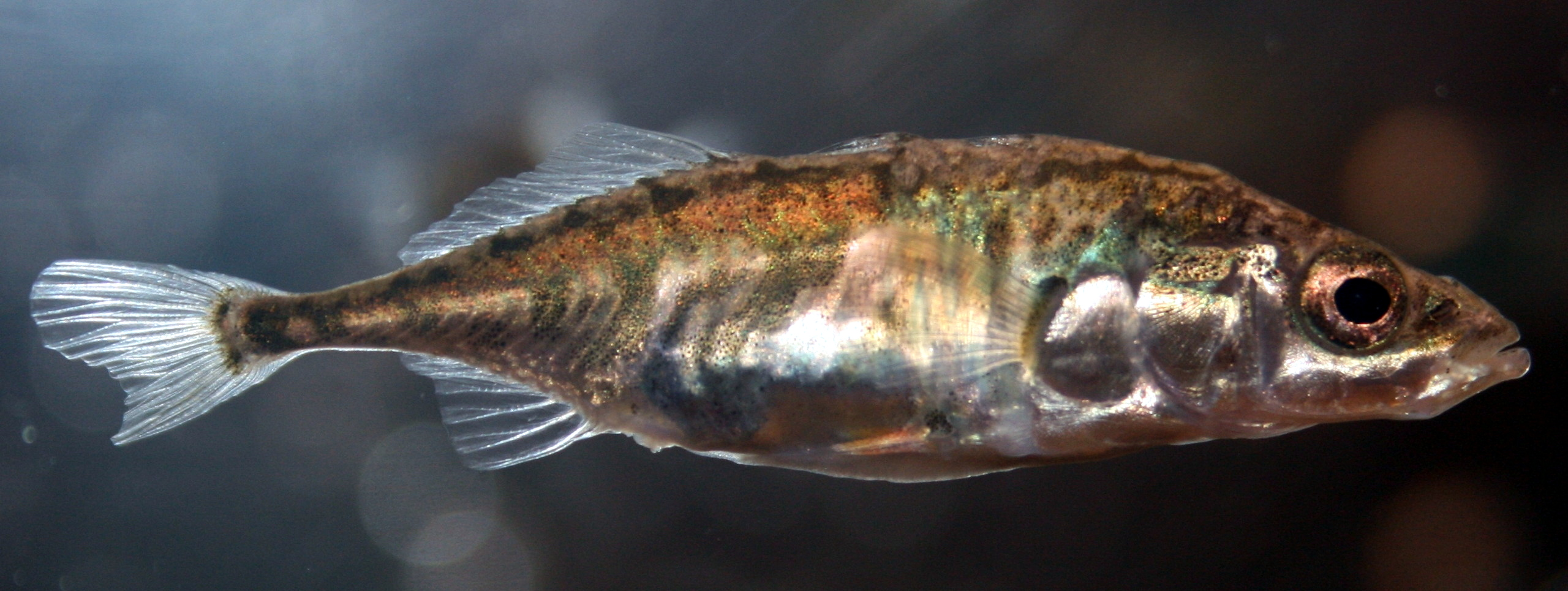
ハリヨ Gasterosteus microcephalus（イトヨ属）。日本の滋賀・岐阜の二県に生息するが、両群の形態および生態には差異があることが指摘されている
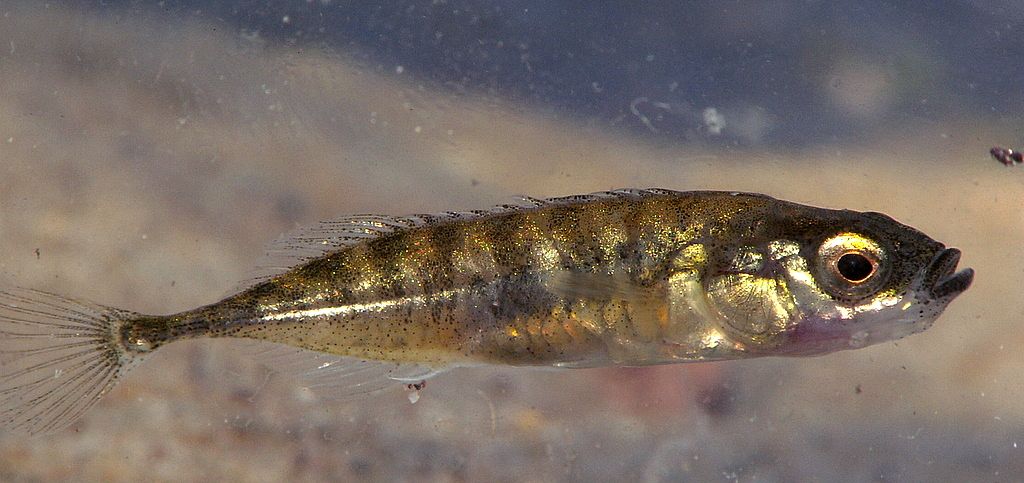
イバラトミヨ Pungitius pungitius （トミヨ属）。北極を取り囲むような生息範囲をもつ。日本には雄物型・汽水型・淡水型の3タイプが知られ、詳細な分類学的解析が待たれている
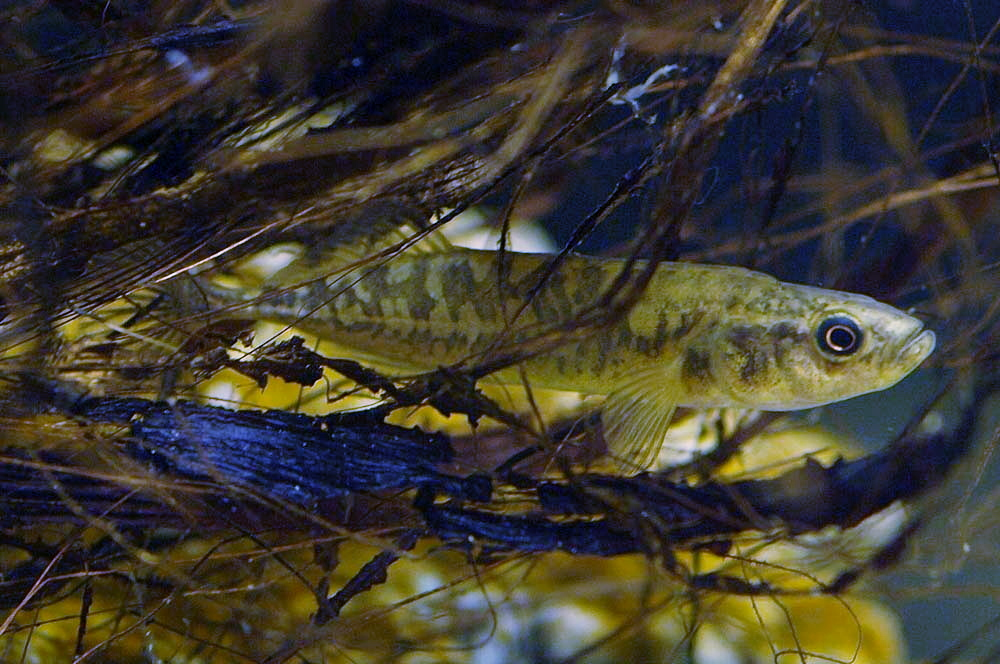
エゾトミヨ Pungitius tymensis （トミヨ属）。北海道と樺太に分布する